# Coëtlogon
Coëtlogon är en kommun i departementet Côtes-d'Armor i regionen Bretagne i nordvästra Frankrike. Kommunen ligger i kantonen La Chèze som tillhör arrondissementet Saint-Brieuc. År 2022 hade Coëtlogon 225 invånare.

## Befolkningsutveckling
Antalet invånare i kommunen Coëtlogon
Referens:INSEE